# يوسف عطال
يوسف عطال (مواليد 17 مايو 1996) هو لاعب كرة قدم جزائري، يلعب في مركز مع نادي السد القطري والمنتخب الجزائري. يلعب بشكل أساسي كظهير أيمن، لكن يمكنه أيضًا اللعب كجناح أيسر.

## مسيرته الكروية
خاض يوسف عطال مسيرته مع نادي بارادو في موسم 2015–16 ولمدة موسمين، مشاركًا في 48 مباراة سجل خلالها 6 أهداف. ثم انتقل إلى نادي كورتريك في موسم 2017–18 لمدة موسم واحد، حيث شارك في 10 مباريات ولم يسجل أي هدف. لينتقل بعدها إلى نادي نيس في موسم 2018–19.
خضع لعملية جراحية في الركبة في ديسمبر 2019.

## مسيرته الدولية
في 1 يونيو 2017، تم استدعاء عطال للمنتخب الجزائري لأول مرة لمباراة ودية ضد غينيا ومباراة في تصفيات كأس الأمم الأفريقية 2019 ضد توغو.

## الإحصائيات

### المنتخب
آخر تحديث 18 نوفمبر 2019.
| الجزائر |        |         |
| العام   | الظهور | الأهداف |
| 2017    | 4      | 0       |
| 2018    | 2      | 1       |
| 2019    | 12     | 0       |
| المجموع | 18     | 1       |

يشير عمود الهدف إلى النتيجة بعدَ كل هدف سجله مع منتخب الجزائر الأول.
| #  | التاريخ        | المكان                    | الخصم | الهدف | النتيجة | المسابقة                        |
| -- | -------------- | ------------------------- | ----- | ----- | ------- | ------------------------------- |
| 1. | 18 نوفمبر 2018 | الملعب المحلي، لومي, توغو | توغو  | 2–0   | 4–1     | تصفيات كأس الأمم الأفريقية 2019 |

## الإنجازات

### النادي
بارادو
- الرابطة الجزائرية المحترفة الثانية لكرة القدم: 2016–17

### المنتخب
الجزائر
- كأس الأمم الأفريقية: 2019[4]

## منشور مثير للجدل على مواقع التواصل الاجتماعي
وفي أكتوبر/تشرين الأول 2023، بعد أيام قليلة من بدء الحرب الفلسطينية الإسرائيلية، نشر على موقع إنستغرام مقطع فيديو لداعية فلسطيني يدعو إلى «اللهم اجعل اليهود يعيشون يوماً أسود، وانصر سكان غزة». وبعد ردود الفعل، خاصة من المجلس التمثيلي للمؤسسات اليهودية في فرنسا وعمدة بلدية نيس كريستيان إيستورسي، اعتذر وأعلن: «أعلم أن منشوري صدم العديد من الأشخاص، ولم يكن ذلك في نيتي وأعتذر عن ذلك»، مضيفا أنه «أدين بشدة جميع أشكال العنف في أي مكان في العالم، وأنا أدعم جميع الضحايا»، خاتمًا اعتذاره بـ«لن أؤيد أبدا رسالة كراهية. السلام هو المثل الأعلى الذي أؤمن به إيمانا راسخاً».
في 15 أكتوبر، أفاد فيليب ديالو، رئيس اتحاد فرنسا لكرة القدم، بتحويل قضية عطال إلى مجلس الأخلاقيات التابع له للنظر فيما نشره اللاعب من «دعوات الى العنف»" في دعمه للفلسطينيين في الصراع القائم حالياً مع إسرائيل.
في 16 أكتوبر، أعلن المدعي العام في نيس فتح تحقيق أولي بتهمة «الدفاع عن الإرهاب» ضد اللاعب على خلفية منشور له على مواقع التواصل الاجتماعي.
وفي 18 أكتوبر، أعلنت إدارة نادي نيس إيقاف اللاعب يوسف عطال «حتى إشعار آخر» بسبب منشور اعتبرته معاديا للسامية المتعلق بالحرب الفلسطينية الإسرائيلية.
وفي 24 نوفمبر 2023 أوقفت الشرطة الفرنسية مدافع نيس الجزائري يوسف عطال على سبيل الاحتياط، بعد اتهامه بـ"الدفاع عن الإرهاب" بسبب مقطع فيديو نشره حول حرب غزة.
وفي يناير 2024 حكم يوسف عطال بالسجن لمدة ثمانية أشهر مع وقف التنفيذ لنشره مقطع فيديو يدعو إلى "يوم أسود لليهود"، وذلك على خلفية الحرب بين إسرائيل وحركة حماس.كما فرضت المحكمة الجنائية في نيس على عطال غرامة مالية قدرها 45 ألف يورو في التهمة الموجهة إليه بالتحريض على الكراهية على أساس الدين، مع إجباره على نشر الإدانة الصادرة بحقه على نفقته الخاصة في صحيفتي "نيس ماتان" و"لوموند".

## وصلات خارجية
- يوسف عطال على موقع الاتحاد الأوربي (الإنجليزية)
- يوسف عطال على موقع إي إس بي إن إف سي (الإنجليزية)
- يوسف عطال على موقع قاعدة بيانات كرة القدم.إي يو (الإنجليزية)
- يوسف عطال على موقع ليكيب (الفرنسية)
- يوسف عطال على موقع ناشيونال فوتبول تيمز (الإنجليزية)
- يوسف عطال على موقع Soccerbase.com (لاعب) (الإنجليزية)
- يوسف عطال على موقع Soccerway.com (الإنجليزية)
- يوسف عطال على موقع عالم كرة القدم.نت (الإنجليزية)
- يوسف عطال على موقع AS.com (الإسبانية)